# Instituto Superior Evangélico de Estudios Teológicos
El ISEDET o Instituto Superior Evangélico de Estudios Teológicos, con sede en Buenos Aires, Argentina, fue un instituto terciario interdenominacional que supo tener una historia de más de 131 años en la formación teológica protestante en el contexto del Río de la Plata. 

El 20 de julio de 1969, ocho iglesias protestantes y evangélicas del área del Río de la Plata decidieron unificar la Facultad Evangélica de Teología y la Facultad Luterana de Teología en una sola entidad con el nombre de Instituto Superior Evangélico de Estudios Teológicos. Posteriormente se incorporó la novena iglesia.

las iglesias que constituyen el Instituto Universitario ISEDET fueron:
- Iglesia Anglicana,
- Iglesia Evangélica Discípulos de Cristo,
- Iglesia Evangélica del Río de la Plata,
- Iglesia Evangélica Luterana Unida,
- Iglesia Luterana Dano-Argentina, la última a incorporarse,
- Iglesia Evangélica Metodista Argentina,
- Iglesia Evangélica Valdense,
- Iglesia Presbiteriana San Andrés e
- Iglesias Reformadas en Argentina

En 2015, ISEDET entró en una crisis financiera e identitaria, en coincidencia con la situación que también atraviesa la educación teológica ecuménica a nivel global, la adopción de la teología woke y el alejamiento de las enseñanzas bíblicas por parte de algunas de las iglesias históricas protestantes que aceleraron dicha crisis que hoy representa el vaciamiento de estas y su posterior liquidación. 

Por esa razón y ante la propuesta de disolución presentada por la Iglesia Evangélica Metodista Argentina, las nueve Iglesias que conforman ISEDET, optaron unánimemente por su cierre gradual, una decisión que consideraron “consciente”, aunque “sumamente dolorosa”, pero acorde al momento histórico que se está viviendo. 

La biblioteca de ISEDET, especializada en Teología, Ciencias Bíblicas, Ciencias de la Religión, Humanidades, y Ciencias en Correlación con la Teología, considerada en el pasado una unidad de información de nivel universitario de primer nivel, siguió por un tiempo prestando servicios a la comunidad, aunque hoy está cerrada de manera permanente al público.